# هيروز (الموسم الأول)
دراما الخيال العلمي "Heroes" والتي هي من إنتاج هيئة الإذاعة الوطنية تصور واقع مجموعة من الأشخاص حول العالم يمتلكون قدرات غير
عادية تؤثر على حياتهم اليومية، وكيفية تمكنهم من إيقاف كارثة وشيكة الحدوث. "Genesis" أو «الأصل» هو العنوان الرئيسي للجزء الأول
من سلسلة دراما الخيال العلمي "Heroes". والذي أخرج من قبل David Semel وكتب من قبل Tim Kring.
عرضت السلسلة في أمريكا وكندا في 25 أيلول 2006  واحتل الموسم الأول المركز 21 من أصل 142 برنامج تلفزيوني أمريكي وذلك وفقاً ل Nielsen Ratings.

## قائمة حلقات الموسم الأول
| الرقم | اسم الحلقة | الوصف |
| ----- | --- | --- |
| 1     | "Genesis" الأصل | مجموعة أشخاص من حول العالم يكتشفون أنهم يمتلكون قدررات خارقة. «كلير بينيت» مشجعة وطالبة في الثانوية تجد نفسها وبسرعة كبيرة تشفى من إصاباتها الجسدية. «ايزاك مانديز» مدمن مخدرات يستطيع أن يتنبأ في رسوماته بأحداث مستقبلية بما فيها حدوث انفجار نووي قريب في مدينة نيويورك. «هيرو ناكامورا» موظف من اليابان يستطيع السفر عبر الزمن. «بيتر بيتريلي» ممرض يعتقد أنه يستطيع الطيران يمتلك القدرة على امتصاص قدرات الآخرين عندما يكون بقربهم. «موهيندر سوريش» عالم جينات من الهند يسافر إلى نيويورك ليكمل بحث والده والذي كان يحاول إيجاد هؤلاء الأشخاص. يأتي شخصان إلى منزل «نيكي ساندرز»-والتي تتميز بتعدد الشخصيات- لاستعادة دين منها، تفقد نيكي ذاكرتها لفترة وتتفاجئ بعدها بالرجلين ميتين في كراجها. |
| ad    | يسافر «هيرو» بالزمن إلى مستقبل مدينة نيويورك، وهناك يجد «ايزاك» ميتاً ويشهد وقوع انفجار نووي. «ناثان بيتريلي» سياسي يحاول إخفاء قدرته على الطيران عن أخيه «بيتر». «مات باركمان» شرطي يستخدم قدرته على سماع أفكار الآخرين لإيجاد فتاة مختفية بعد قتل والديها من قبل مجرم غامض اسمه«سايلر». | |
| 3     | "One Giant Leap" قفزة عملاقة | يبدأ بيتر بمواعدة صديقة ايزاك السابقة «سيمون». يعود هيرو إلى الحاضر ويطلب مساعدة صديقه «آندو ماساهاشي» لإنقاذ مدينة نيو يورك من الانفجار القادم. يكتشف موهيندر أن سايلر كان على اتصال مع والده. يحاول زميل كلير «برودي» أن يعتدي عليها فتقوم كلير بالهرب وتقتل أثناء ذلك. |
| 4     | "Collision" التعارض | يُختطف الشرطي «مات» من قبل والد كلير ومساعده الرجل الهاييتي (القادر على مسح ذاكرة أي شخص). يربح هيرو وآندو الكثير من المال في ملهى ليلي في لاس فيغاس وذلك باستخدام قدرات هيرو في إيقاف الزمن، ولكن سرعان ما يتم كشفهما. ترفض نيكي طلباً من ليندرمان لإقامة علاقة مع ناثان مقابل أن يسقط عنهادينها. تتمكن كلير من الهروب من مشرحة أحد المستشفيات وذلك بعد تشافي جراحها المميتة، وتنتقم من برودي بصدم السيارة التي تقلهما بأحد المباني. |
| 5     | "Hiros" أكثر من «هيرو» | شخص هيرو المستقبلي-والذي يتكلم الإنكليزية بطلاقة- يظهر فجأة ويخبر بيتر أن ينقذ المشجعة لكي ينقذ العالم. لا تتمكن نيكي من تذكر أي شيء عن الليلة السابقة. تخبر كلير والدها بشأن برودي، ويطلب والدها بشكل سري من الهاييتي أن يمحو ذاكرة برودي. |
| 6     | Better Halves" الأنصاف الأفضل | يتوقف موهيندر عن البحث عن الأشخاص الخارقين ويعود إلى الهند. يعود زوج نيكي «دي إل»- والذي يستطيع النفاذ عبر الأجسام الصلبة- بعد تمكنه من الهروب من السجن، يأخذ ولده «مايكا» من نيكي لاعتقاده أنه في خطر ويذهب إلى مكان مجهول تاركاً نيكي مصابة وملقاة على الأرض. |
| 7     | "Nothing to Hide" لا يوجد شيء لإخفاءه | يعمل «مات» مع ال إف بي آي لمساعدتهم في القبض على سايلر. تستجوب ال FBI «تيد سبراغ» والذي يستطيع أن يبعث إشعاعات حارقة غير عادية. يكتشف «مات» عبر التخاطر أن زوجته تخونه مع زميله في العمل. يكشف «مايكا» قدرته على التلاعب بالجزيئات الإلكترونية. |
| 8     | "Seven Minutes to Midnight" سبع دقائق حتى منتصف الليل | يقابل هيرو وصديقه آندو نادلة في أحد المطاعم اسمها «تشارلي أندروس» والتي تستطيع بشكل مذهل تذكر كل شيء تتعلمه. تقتل تشارلي بعد فترة وجيزة من قبل سايلر، ويسافر هيرو عائداً بالزمن لينقذها. وفي الهند، يزور موهيندر في نومه طفل غامض يجعله يقرر أن يكمل بحث والده. يعلم والد كلير أن سايلر سيقوم بقتل ابنته قريباً. |
| 9     | "Homecoming" العودة للوطن | تنتخب كلير ملكة العودة في مدرستها ولكن والدها يمنعها من الذهاب للاحتفال، لخوفه من أن يقتلها سايلر كما تنبأ ايزاك في رسوماته. تتسلل كلير من المنزل بمساعدة صديقها «زاك». وفي المدرسة وقبل بدء الحفلة، يشاهد بيتر اللوحة التي وضعت عليها صورة ل«جاكي»-وهي أيضاً مشجعة في المدرسة- وهي تتسلم جائزة لعملية إنقاذ حياة رجل قامت بها كلير.فيعتقد بيتر أن جاكي هي المشجعة التي ذهب لينقذها.يتمكن «سايلر» من إيجاد الفتاتين ويقوم بقتل جاكي. تتمكن كلير من الهرب وتصادف بيتر ويخرج كلاهما من المبنى. وفي النهاية يسقط بيتر وسايلر من سطح المبنى ويموت بيتر.وبينما يقوم سايلر بالهرب، تدهش كلير برؤية بيتر وهو يشفي نفسه من الإصابة تماماً مثلها. |
| 10    | "Six Months Ago" قبل ستة أشهر | أغلب أحداث هذه الحلقة تحدث قبل ستة أشهر سابقة من أحداث الحلقة الماضية. يعود هيرو إلى الماضي لينقذ حياة تشارلي، ولكنه يكتشف أن موتها محتوم __لأنها تعاني من جلطة في دماغها. يقابل والد موهيندر شخصاً يدعى «غابرييل غراي» ويجري عليه بعض التجارب. يسمي غابرييل نفسه «سايلر» ويبدأ بقتل الأشخاص المميزين ليأخذ قدراتهم. يعود هيرو أخيراً إلى الحاضر. |
| 11    | "Fallout" بعد الأهوال | والد كلير يخبرها بأنه لطالما علم بقدرتها الخارقة وأنه قام بجميع الأمور ليحميها. يحقق مات وال FBI بحادثة القتل التي حدثت في مدرسة كلير، ويكون بيتر معتقلاً لديهم. لا يتمكن مات من قراءة أفكار كلير لأن الهاييتي يقيد قدراته. ومن دون علم ال FBI يكون سايلر محتجزاً عند والد كلير. تكتشف كلير بعد ذلك أن كلاً من أخوها وصديقها لم يعد يتذكر أي مما رآه من قدراتها الغير عادية في التشافي. يظهر بعد ذلك الرجل الهاييتي ويغطي فم كلير بيده ويخبرها أن والدها أرسله ليمحو من ذاكرتها الأحداث الأخيرة كما فعل مع كل من أخيها «لايل» وصديقها «برودي» وكذلك مع والدتها والتي اضطر ليمحو ذاكرتها عدة مرات في الماضي. بعد ذلك يقول الرجل الهاييتي أن هنالك سبب لكي تبقى «كلير» متذكرة ويطلب منها أن تحفظ السر عن والدها. تسلم نيكي نفسها إلى الشرطة لتحمي زوجها وابنها من جيسيكا -والتي هي شخصيتها الأخرى-. يشاهد بيتر رؤية تظهره وهو يُحدث انفجاراً نووياً في مدينة نيويورك. |
| 12    | "Godsend" عطية الله | يبدأ هيرو بالبحث عن سيف الأسطورة الياباني، تاكيزو كينزي، بعد مقابلته ايزاك ورؤية لوحاته. يشاهد بيتر رؤية جديدة بأنه يتفجر ويكون هناك شخص لايعرفه في الرؤية. يقابل بيتر بعد ذلك هذ الشخص والذي يسمي نفسه «كلاود رينز»، ويظهر كلاود قدرته على الاختفاء. يذهب «مات» مع ال FBI إلى شركة الأوراق حيث يعمل والد كلير لظنهم أنهم سيجدون سايلر هناك، ولكنهم لا يجدوه. |
| 13    | "The Fix" الإصلاح | يوافق كلاود أن يعلّم بيتر كيف يسيطر على قواه. زوجة مات تخبره بأنها حامل. كلير وزاك يبحثان عن معلومات عن والدتها الحقيقية. تتصل كلير بوالدتها الحقيقية «ميريديث غوردن» والتي سجلت على أنها قتلت مع ابنتها ذات الثمانية عشر شهراً في حريق منزلهما. |
| 14    | "Distractions" الاضطرابات | يتمكن سايلر من الهروب من عند والد كلير. تلتقي كلير مع ميريديث وتتشاركان قواهما. يتصل ايزاك مع السيد بينيت والذي التقى به من قبل ليخبره عن اللوحة التي رسمها مؤخراً والتي تظهر بيتر وهو يصبح غير مرئي. |
| 15    | "Run!" الهرب | تخبر ميريديث والد كلير الحقيقي «ناثان بيتريلي» أن ابنتهما على قيد الحياة، وتبتزه ب 100,000$ لتبقي ذلك سراً لأن ذلك ممكن أن يدمر مستقبله السياسي. يخرج ليندرمان نيكي\جيسيكا من السجن ويوظفها عنده كقاتلة، ومهمتها الأولى أن تقتل رجل (والذي وظف لديه الشرطي «مات» كحارسه الشخصي)بسبب سرقته المال من ليندرمان. تنجح جيسيكا في ذلك وتسلّم مهمة قتل ناثان. يسمح موهيندر لسايلر أن يساعده في إيجاد الأشخاص الخارقين دون علمه بحقيقة سايلر. |
| 16    | "Unexpected" غير متوقع | «كلاود» يترك «بيتر» لأنه لا يريد التورط مع السيد بينيت مرة أخرى. يوافق «تيد» و«مات» على الذهاب للحصول على أجوبة من السيد بينيت. تصاب «سيمون» بطلقة نارية وتموت. |
| 17    | "Company Man" رجل الشركة | «مات» و«تيد» يحتجزان عائلة بينيت، يفقد «تيد» السيطرة على قواه ويحرق منزل بينيت. وفي عرض لأحداث ماضية، يشترط بينيت على كلير عدم فضح قدراتها لكي لا يضطر لأخذها إلى الشركة (حيث يعمل والد هيرو «كايتو»)، ويخبرها أن هذا هو سبب حرصه الشديد عليها. يأمر بينيت رجله الهاييتي أن يهرب بصحبة كلير. |
| 18    | "Parasite" الطفيلي | تذهب كلير والهاييتي إلى منزل والدة ناثان وبيتر «أنجيلا» والتي هي أيضاً جدَّة كلير. تعود نيكي\جيسيكا إلى منزلها مع «مايكا» و«دي إل». يسرق هيرو السيف الذي لطالما بحث عنه. يرسم ايزاك نفسه وهو مفتوح الرأس بعد أن قتله سايلر. يهاجم سايلر موهيندر وبيتر. يُخدع بينيت من قبل «كاندي ويلمر» والتي تعمل في الشركة وتملك القدرة على تغيير مظهرها. ناثان يقابل ليندرمان والذي يعده بأنه سيفوز في انتخابات الكونغرس القادمة وأنه سيصبح رئيساً خلال أعوام. |
| 19    | ".07%" | يبوح ليندرمان بأن خطته لناثان تتضمن تفجير مدينة نيويورك، ويري ناثان أحد رسومات ايزاك والتي يكون فيها ناثان هو رئيس الولايات المتحدة. يستطيع موهيندر الفرار من سايلر ولكن بيتر يموت، فيأخذه موهيندر إلى منزل بيتريلي حيث توجد كلير فيمتص من قدراتها في التشافي ويُنعش من جديد. ينضم موهيندر إلى الشركة. سايلر يقتل ايزاك ويرسم لوحة يكون هو فيها رئيساً للولايات المتحدة. تذهب «كاندي» إلى بيت نيكي وتأخذ مايكا معها إلى الشركة. |
| 20    | "Five Years Gone" بعد خمس سنوات | يجد هيرو وآندو نفسيهما بعد خمس سنوات من تفجير نيويورك.حيث يُصنّف الأشخاص الخارقون على أنهم إرهابيون ويكون سايلر رئيساً للبلاد. يعود هير وآندو أخيراً إلى الحاضر بمساعدة هيرو المستقبلي. يكتشف هيرو وبيتر أنه يجب عليهما قتل سايلر لمنع المستقبل الافتراضي من الحدوث. |
| 21    | "The Hard Part" الجزء الأصعب | قبل يومين من الانفجار. موهيندر يقابل «مولي» والتي تستطيع أن تحدد مكان أي شخص، ولكنها مصابة بمرض «شانتي» والذي قتل شقيقة موهيندر قبل سنوات. يستخدم موهيندر دمه ليشفي مولي. كلير تخبر بيتر بشأن تيد والذي يستطيع أن يتحكم بالإشعاعات بعد رؤية بيتر أنه وبشكل مشابه سوف ينفجر ويدمر مدينة نيويورك. بيتر يعطي كلير مسدساً ويطلب منها أن تقتله إذا بدأ بالانفجار. يصل تيد ومات وبينيت إلى نيويورك ويجتمعون بكلير وبيتر. |
| 22    | "Landslide" الانزلاق | والد هيرو يعلّمه كيفية استخدام السيف. كاندي تستخدم مايكا للتلاعب بنتائج الانتخابات لصالح ناثان. دي إل يقتل ليندرمان ولكنه يصاب في العملية. سايلر يقتل تيد. يستعد هيرو لمواجهة سايلر بسيفه. يتمكن مات وبينيت من إيجاد برنامج التعقب الذي تستخدمه الشركة: مولي ووكر. |
| 23    | "How to Stop an Exploding Man" كيف نوقف الرجل المتفجر | تتمكن نيكي\جيسيكا من إنقاذ مايكا. هيرو يُرسل آندو إلى اليابان ليحميه من الأحداث القادمة. يجتمع الأبطال بمواجهة سايلر. يصاب مات بأربع رصاصات في صدره. تكتشف كلير أن كلاً من ناثان وآنجيلا كانا على علم طوال الوقت بالانفجار الوشيك، وهما يسعيان لإحداثه، فتقفز من نافذة مكتب ناثان بعد إيهامهم بأنها قبلت بالوضع، وبسرعة تشفي كلير نفسها من السقوط وتركض متجهة إلى كيربي بلازا وهناك يسلمها بينيت مسدساً لتقتل عمها كما وعدت سابقاُ. ولكن كلير تتردد مقتنعة أنه لابد من وجود سبيل آخر. يطير ناثان ويقف بينهما في هذه اللحظة ويوافق رأي ابنته. كلير والسيد بينيت ومولي ومايكا وموهيندر ومات ونيكي ودي إل يشاهدون كيف يطير ناثان مبتعداً مع أخيه في الفضاء حيث ينفجر بيتر بعدها منقذاً مدينة نيويورك. |

## روابط خارجية
- هيروز على موقع IMDb (الإنجليزية)
- هيروز على موقع روتن توميتوز (الإنجليزية)